# Giorgio Massari
Giorgio Massari (Venezia, 13 ottobre 1687 – Venezia, 20 dicembre 1766) è stato un architetto italiano operante nella Repubblica di Venezia.

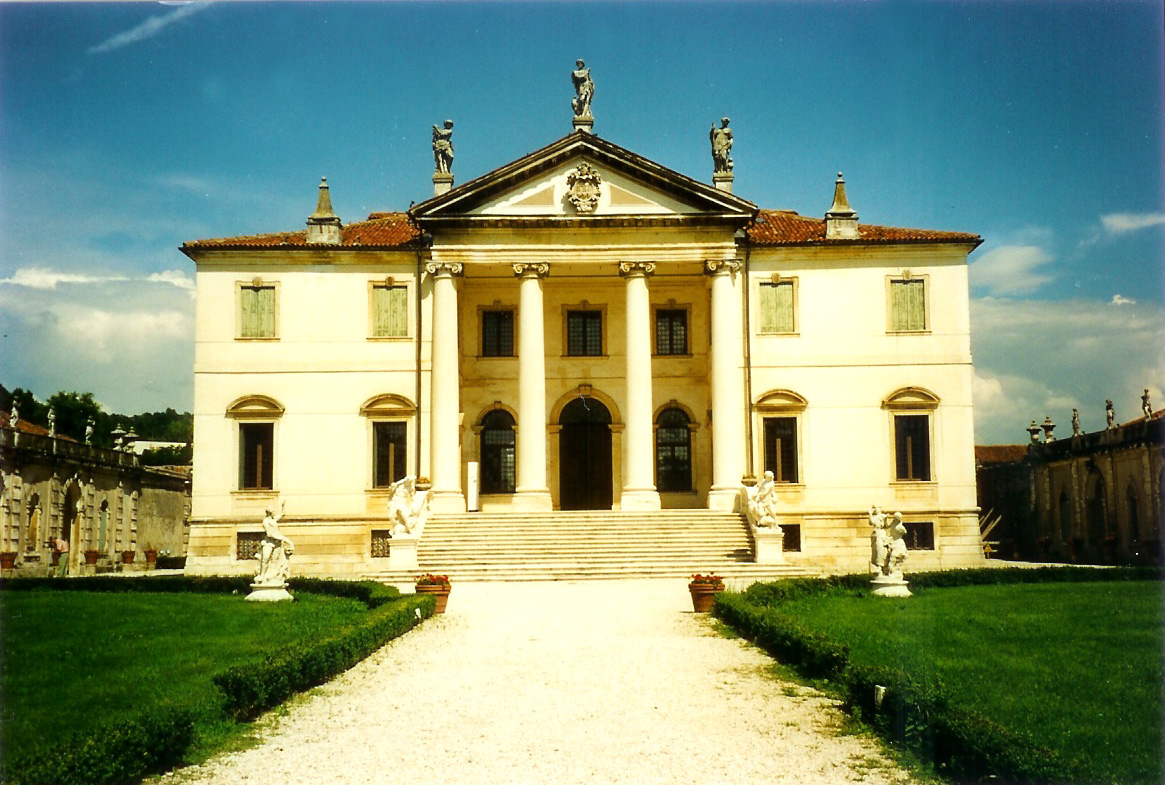
Villa Cordellina Lombardi a Montecchio Maggiore, facciata

Impegnato sia in ambito civile che religioso, fu uno dei maggiori architetti operanti a Venezia nella sua epoca. Seppe abilmente fondere ricordi palladiani con elementi derivati da Baldassare Longhena.

## Biografia

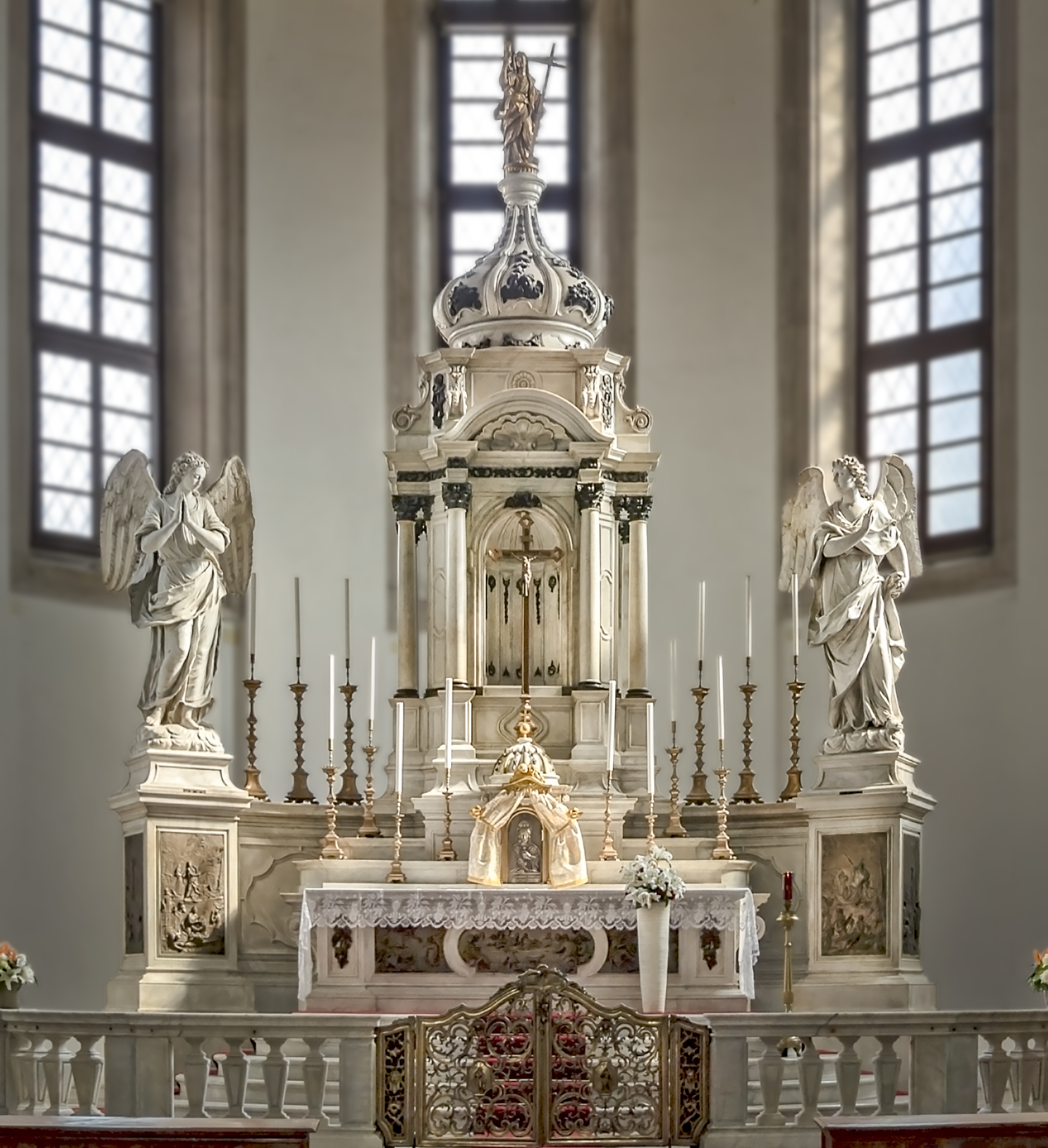
Altare del Santissimo nella Cattedrale di Padova.

Nacque il 13 ottobre 1687 da Stefano, falegname, e da Caterina Pol, venendo battezzato il 15 ottobre nella chiesa di San Luca Evangelista. Il padre, originario di Vico (attuale frazione di Treviso Bresciano), era giunto a Venezia prima del 1678, anno in cui contrasse il matrimonio.
Della sua formazione non si ha alcuna notizia; certamente il disprezzo di Tommmaso Temanza che lo definisce «uomo tolto dall'umile professione di legnajolo e per sola fortuna inalzato alla stima di celebre architetto» e la disistima di Carlo Lodoli che lo considerava un «professore senza teorie» hanno contribuito a una sostanziale conventio ad escludendum nella letteratura dei suoi contemporanei. Di certo il Massari fu un seguace di Baldassarre Longhena (tramite la lezione di Antonio Gaspari) e proseguì la tradizione classica di Andrea Palladio e di Jacopo Sansovino. Fu in ogni caso un architetto molto pratico, poco incline all'accademismo.
Le prime informazioni sulla sua attività risalgono al 1712, quando a Istrana eresse una villa per il ricco mercante Paolo Tamagnin, oggi nota come villa Lattes; si tratta della prima opera datata, ma forse fu preceduta da altre. La consuetudine con il Tamagnin (morto nel 1734) lo portarono ad essere nominato suo esecutore testamentario nel 1730. Massari nel 1735 ne sposò anche la vedova, Pisana Bianconi nominata invece solo come usufruttuaria delle rendite, e si stabilì con lei nella casa già dei Tamagnin nei pressi di San Giovanni in Bragora.
Rimasto vedovo nel 1751, senza figli, morì nel 1766 e fu sepolto nella tomba dei Tamagnin ai piedi dell'altar maggiore della chiesa della Bragora. Il fidecommesso gestito dai due coniugi, i cui frutti alla lunga avrebbero dovuto essere destinati alla ricostruzione della stessa chiesa, passò a tale Giuseppe Negri, come previsto dal testamento originario, e alla fine sfumò venendo incamerato dal demanio francese.

## Opere

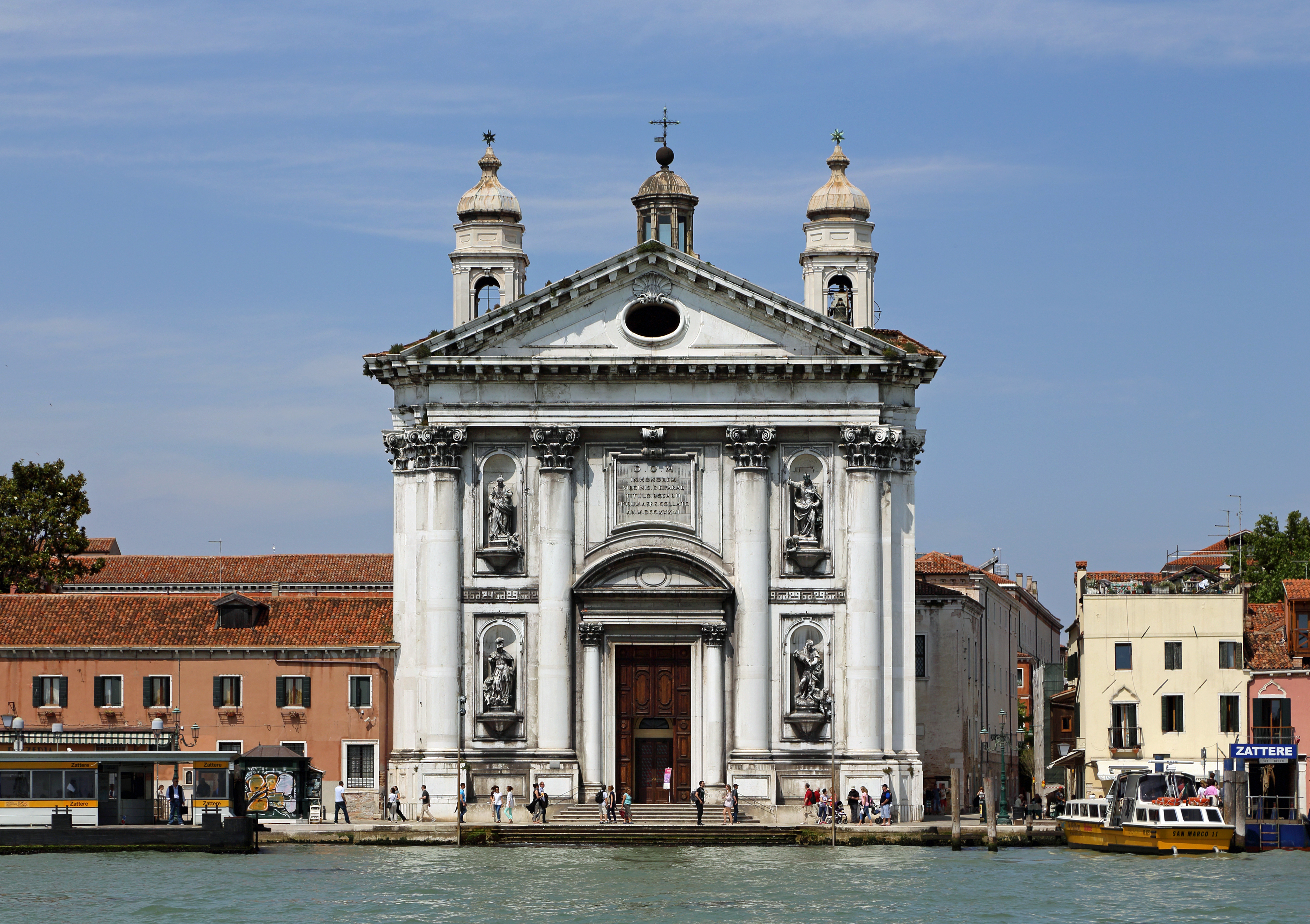
Chiesa dei Gesuati, Venezia

Nel 1715, progettò la villa Corner di Cavasagra, in seguito modificata da Francesco Maria Preti. Dello stesso anno è l'oratorio della Madonna della Salute a Badia Polesine, voluto da Giovan Francesco Loredan, esponente di una delle famiglie che gli presentarono più commissioni.
In ambito civile progettò anche palazzo Grassi e portò a compimento Ca' Rezzonico a Venezia, mentre in terraferma le sue opere principali, oltre alla villa Lattes a Istrana, sono il compimento della villa Giovannelli a Noventa Padovana, la villa Cordellina a Montecchio Maggiore. Sua è anche la facciata della Scuola della Carità (marcatamente modificata nel primo Ottocento con la trasformazione in Accademia di Belle Arti) del 1750.

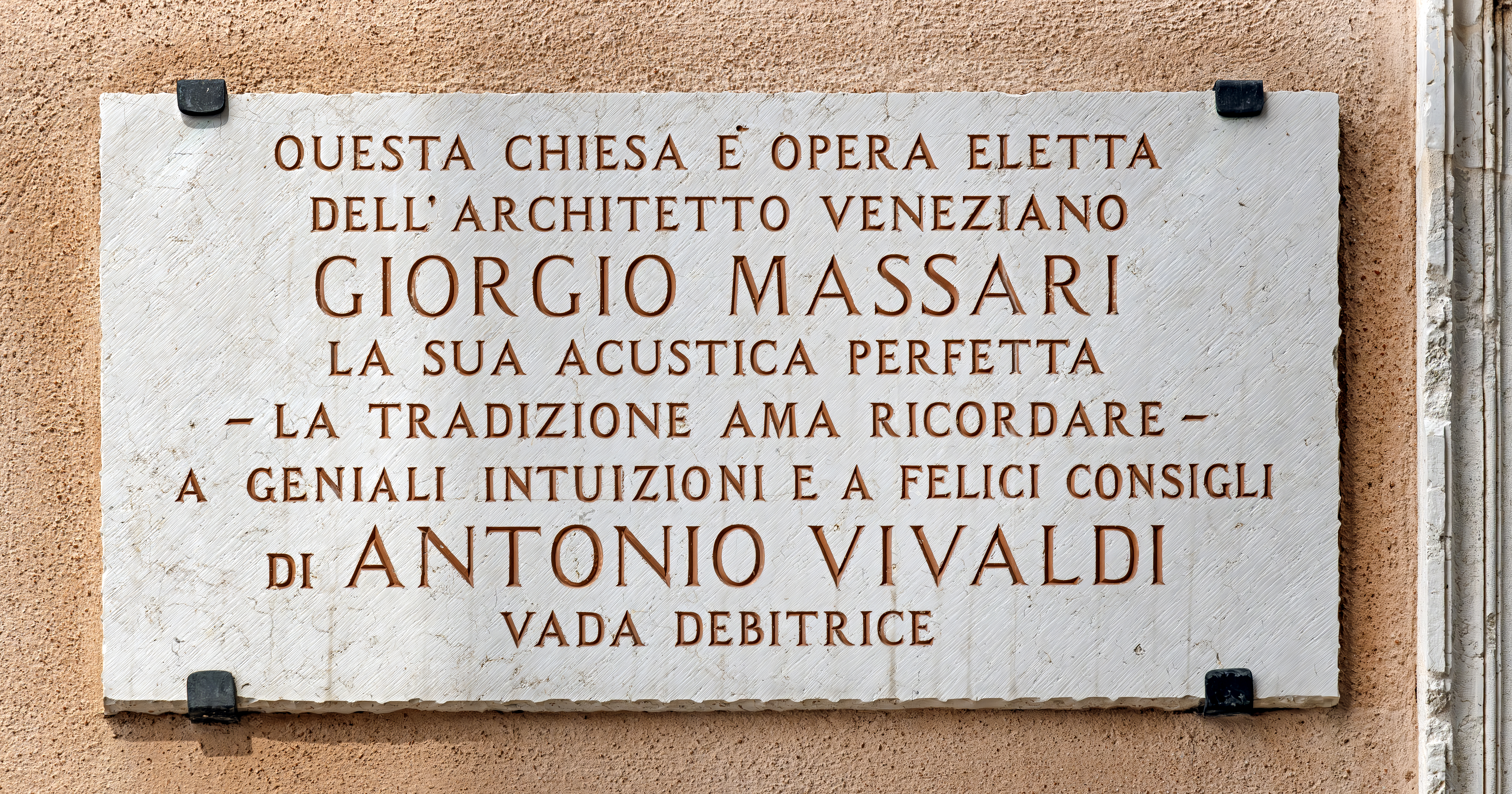
Venezia, Chiesa della Pietà

Costruì anche diverse chiese, tra le quali, nella città lagunare, la chiesa dei Gesuati, la chiesa di San Marcuola e la chiesa della Pietà; fuori Venezia sono la chiesa della Pace a Brescia (1720-1746), le chiese di Sant'Antonio (1731-32) e di Santo Spirito (1738) a Udine, la chiesa di Santa Maria Assunta a Palazzolo sull'Oglio, la chiesa prepositurale di Santa Maria Assunta a Gussago (1743-1760) e la chiesa di San Benedetto a Scorzè. Lavorò inoltre alla ristrutturazione della cattedrale di Udine (1720) e nella cattedrale di Padova (altare del Santissimo Sacramento, altare di San Gregorio Barbarigo e altri interventi architettonici minori).
Senza muoversi da Venezia ebbe occasione di lavorare anche per edifici nello Stato da Mar con il progetto di sistemazione della cattedrale di Capodistria: inviato nel 1732, solo nel 1749 si decise di adottarne parzialmente le trasformazioni interne. Più fortunato fu il progetto per la cappella del Crocifisso dei francescani a Curzola (1723-1762) mentre Il suo progetto per la chiesa di Santa Maria degli Angeli dei domenicani di Parenzo (1747-1770) fu utilizzato come traccia per l'effettiva edificazione.